# Altes Elberfelder Rathaus

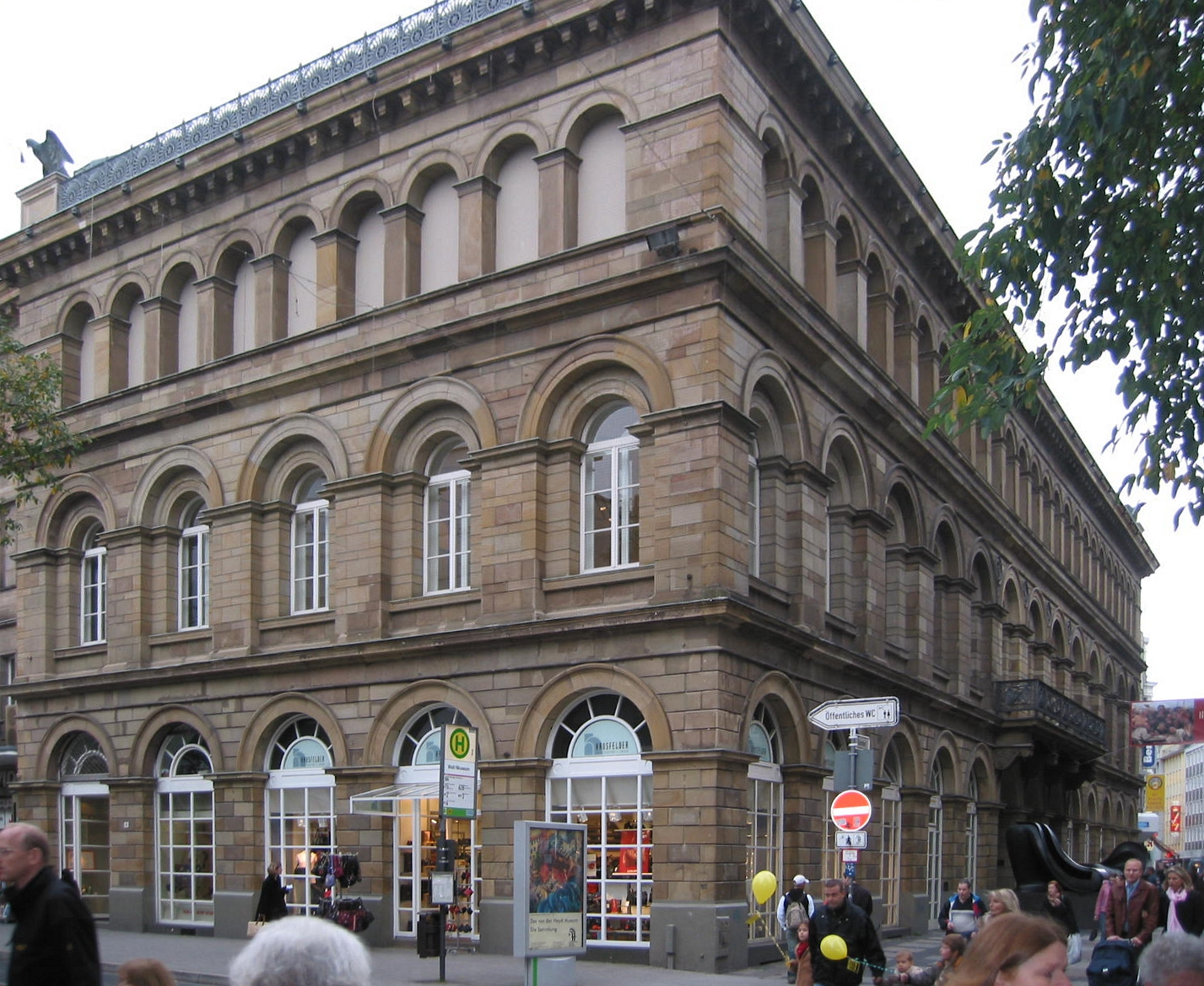
Das ehemalige Rathaus der Stadt Elberfeld (heute zu Wuppertal), das heute das Von der Heydt-Museum beherbergt.

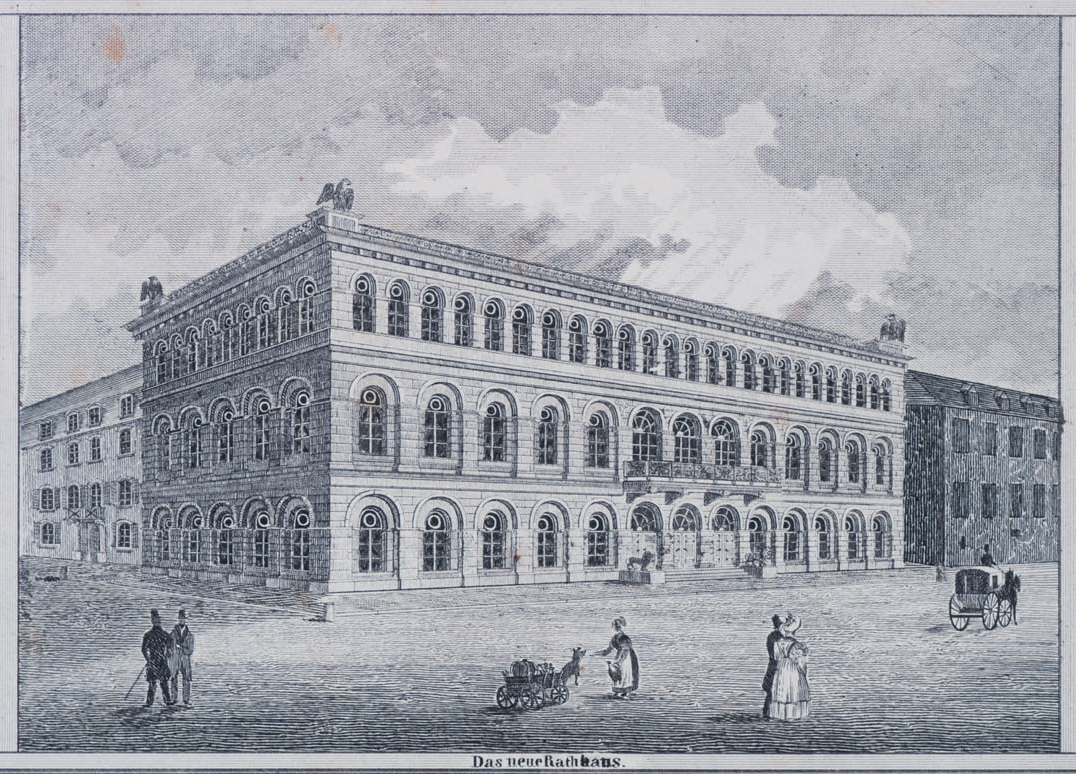
Das neue Rathaus, Detail aus Henry Abbott, Elberfeld im Grundriß und mit seinen vorzüglichsten Gebäuden (1828)

Das Alte Elberfelder Rathaus ist das ehemalige Rathausgebäude der bis 1929 selbständigen Stadt Elberfeld, heute ein Stadtteil von Wuppertal.
Schon 1815 hatte es Überlegungen gegeben, das ältere, zu klein gewordene Rathaus zu erweitern oder umzubauen. Der damalige Oberbürgermeister Johann Rütger Brüning hatte hierfür 1816 Entwürfe bei verschiedenen Architekten in Auftrag gegeben. Mit dem Bau der Laurentiuskirche und dem Abriss der alten Kirche war aber schließlich am Turmhof eine geeignete Fläche für einen Neubau entstanden. Ursprünglich befand sich an der Stelle die mittelalterliche Burg Elberfeld, die heutigen Straßen wie Burgstraße, Wall oder Turmhof den Namen gegeben hat. Die Burg war bei einem Brand 1537 zerstört worden.
Für den dreigeschossigen Bau von Johann Peter Cremer mit starken Anleihen bei der italienischen Renaissancearchitektur wurde am 21. Mai 1828 den Grundstein gelegt. Zum 1. November 1831 konnte der damals ausgeführte Teil schon von der Stadtverwaltung bezogen werden. In einem zweiten Bauabschnitt bis 1842 wurde der Bau dann vollendet. Hierzu gehören etwa die Reihen von Rundbogenfenstern, die profilierten Fensterlaibungen und eine Arkadenreihe. Der Bau gilt als ein auch überregional herausragendes Beispiel klassizistischer Architektur.
Ursprünglich beherbergte der Bau den Rat der Stadt, den Oberbürgermeister und die Stadtverwaltung. Seit 1902, nach dem Bau des neuen Rathauses, befindet sich hier das Städtische Museum, das seit 1961 den Namen Von der Heydt-Museum trägt.
Zwischen 1986 und 1990 erfuhr das Gebäude einen größeren Umbau. Der Innenhof wurde überbaut, die Ausstellungsfläche konnte deutlich vergrößert werden.
Das Gebäude wurde am 29. November 1984 als Baudenkmal anerkannt und in die Denkmalliste der Stadt Wuppertal eingetragen.